# Grönstreckad lorikit
Grönstreckad lorikit (Glossoptilus goldiei) är en fågel i familjen östpapegojor inom ordningen papegojfåglar.

## Utseende och läte
Grönstreckad lorikit är en medelstor lorikit. Den har grön rygg, mörka streck på ljusgröna undersidan, i ansiktet rosa och lila samt rött på hjässan. Arten är mest lik den sällsynta streckad lorikit, men goldielorikiten hittas högre upp, har mörka streck på ljus bakgrund snarare än tvärtom, ett gult band tvärs över vingarna i flykten och den distinkta färgen i ansiktet. Lätet är ett ljust ringande "slik!" eller längre "siikilik!".

## Utbredning och systematik
Fågeln förekommer i bergstrakter på Nya Guinea (Weyland till Owen Stanley Range). Den behandlas som monotypisk, det vill säga att den inte delas in i några underarter.

### Släktestillhörighet
Grönstreckad lorikit placeras traditionellt i Psitteuteles. Genetiska studier visar dock att arterna i släktet inte står varandra närmast. Grönstreckad lorikit lyfts därför ut till ett eget släkte, Glossoptilus.

## Levnadssätt
Grönstreckad lorikit hittas i bergsskogar. Där företar den säsongsvisa rörelser beroende på tillgång på blommande träd. 

## Status och hot
Arten har ett stort utbredningsområde, men tros minska i antal, dock inte tillräckligt kraftigt för att den ska betraktas som hotad. Internationella naturvårdsunionen IUCN listar arten som livskraftig (LC).

## Namn
Fågelns vetenskapliga artnamn hedrar Andrew Goldie (1840-1891), skotsk botaniker och upptäcktsresande. Tidigare kallades den goldielorikit även på svenska, men tilldelades 2023 ett mer informativt namn av BirdLife Sveriges taxonomikommitté.

## Bilder

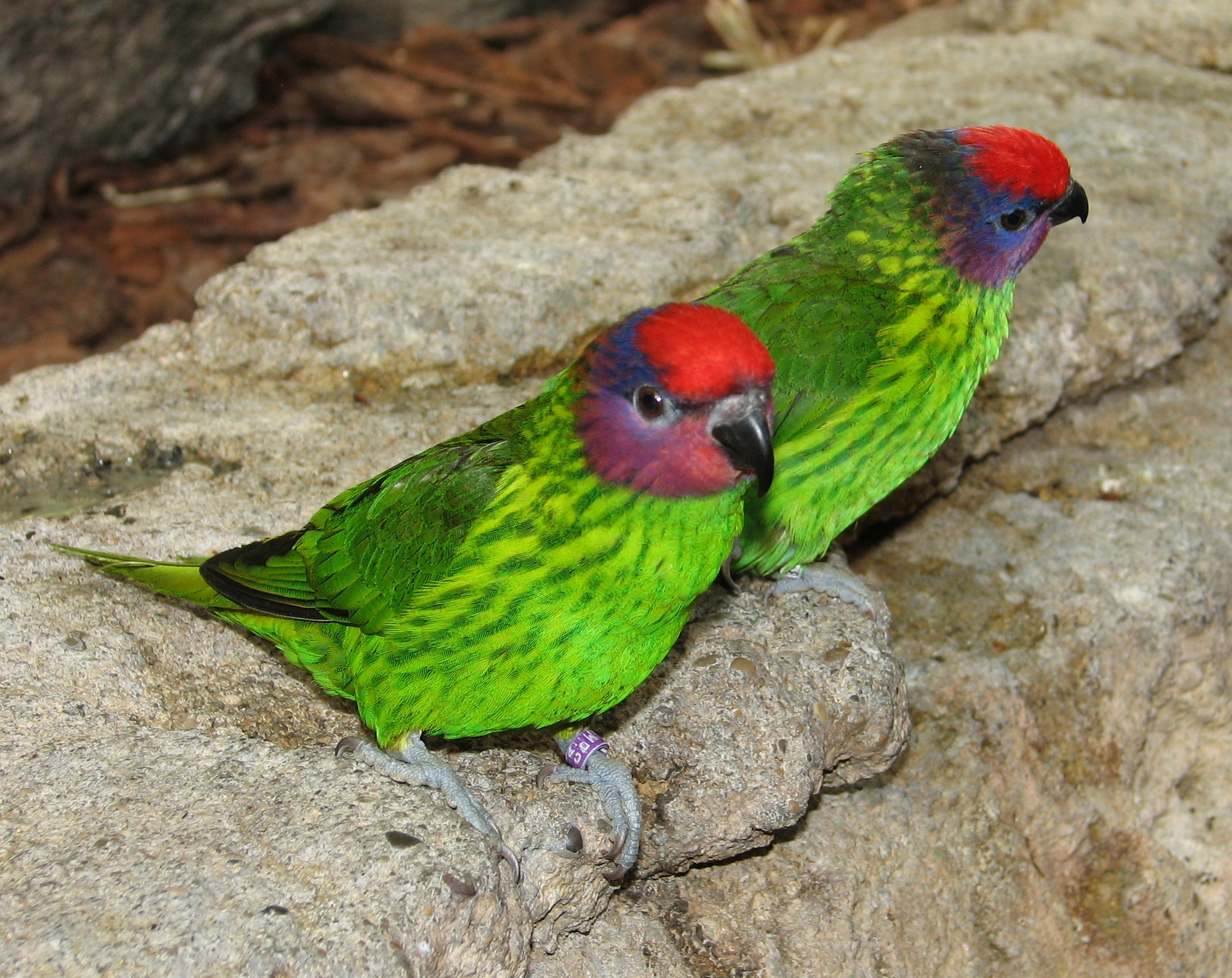
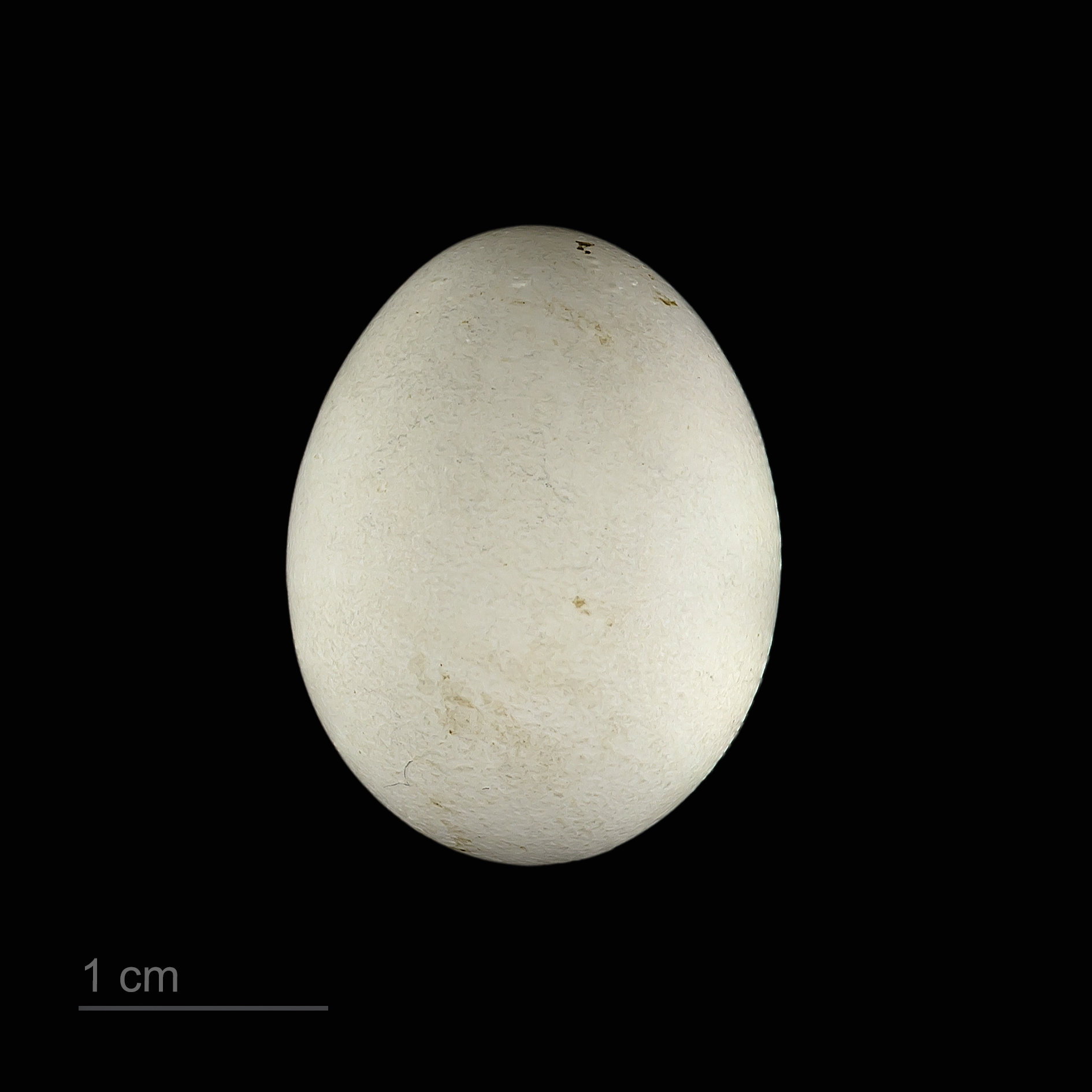
Museum specimen